# Петко Проданов
Петко Петков Проданов е български хирург и уролог.

## Биография
Роден е през 1869 г. в Панагюрище. 1887 година завършва с отличие гимназия в Пловдив и още същата година получава стипендия от правителството на Стефан Стамболов и заминава за Виена, където до 1893 година учи медицина. След промоцията си 1894 се завръща в България. От 1900 до 1935 г. е директор на хирургичното отделение на Католическата болница в Пловдив. Публикува научни трудове върху гастроентеростомия, ехинокок на черния дроб, киста на яйчника, трепанация на черепа и др. Починал на 16 януари 1964 г. в Пловдив. 